# Neaera laticornis
Neaera laticornis är en tvåvingeart som först beskrevs av Johann Wilhelm Meigen 1824.  Neaera laticornis ingår i släktet Neaera och familjen parasitflugor. Inga underarter finns listade i Catalogue of Life.